# Lex Marinos
Alexander Francis Marinos, dit Lex Marinos, né le 1er février 1949 à Wagga Wagga (Nouvelle-Galles du Sud) et mort le 13 septembre 2024 à Sydney (Nouvelle-Galles du Sud) , est un réalisateur et acteur australien.

## Filmographie

### Acteur
- 1970 : The Rovers (série télévisée) : Roberto Servijano
- 1972-1973 : The Aunty Jack Show (série télévisée)
- 1975 : Matlock Police (série télévisée) : Kevin Hanson
- 1975 : Scattergood: Friend of All (série télévisée)
- 1975-1976 : King's Men (série télévisée) : Victor Korellis
- 1976 : Alvin Purple (série télévisée) : Bruno
- 1978 : Chopper Squad (série télévisée) : l'hoaxeur
- 1979 : Love Thy Neighbour in Australia (série télévisée) : Kitty
- 1979 : Cathy's Child : Con Havros
- 1981 : Tickled Pink (série télévisée)
- 1981 : Hoodwink le détective
- 1983 : Goodbye Paradise : Con
- 1980-1984 : Kingswood Country (série télévisée) : Bruno Bertolucci
- 1984 : City West (série télévisée) : Tim Pappas
- 1987 : Pandemonium : détective sergent Dick Dickerson
- 1991-1992 : Embassy (série télévisée) : Tariq Abdullah
- 1992 : The Last Days of Chez Nous : Angelo
- 1993 : A Country Practice (série télévisée) : docteur Stephen Marques
- 1993 : Bedevil : Dimitri
- 1995 : G.P. (série télévisée) : Theo
- 1996 : Water Rats (série télévisée) : Bellamy
- 2005 : Lunchtime (court métrage) : le narrateur (voix)
- 2006 : Flights of Angels (court métrage) : David Johnson
- 2000-2007 : Pizza (série télévisée) : le juge Habib
- 2009 : Bonfire (court métrage) : Stavros
- 2010 : Hobby Farm : Pablo
- 2011 : The Slap (mini-série) : Manolis
- 2012 : Mother's Day (court métrage) : le gérant du Deli
- 2013 : Backyard Ashes : Mac
- 2014 : Rake (série télévisée) : Spiro
- 2015 : All About E : Joseph Malouf

### Scénariste
- 1984 : Bodyline (mini-série).

### Réalisateur
- 1984 : Bodyline (mini-série)
- 1985 : An Indecent Obsession
- 1985 : Remember Me (téléfilm)
- 1987 : Perhaps Love (téléfilm)
- 1987 : Hard Knuckle (téléfilm)
- 1988 : Boundaries of the Heart
- 1992 : Anchor, Cross & Heart: The Story of Kastellorizo (documentaire)
- 1992 : Gillies and Company (série télévisée)
- 1994 : A Country Practice (série télévisée)